# 副等杀牛蝎属
副等杀牛蝎属是一屬已滅絕的水生蠍子，生存於晚石炭紀，其化石主要分布於歐洲和北美。牠們大部分時間生活在水中，但能短時間離開水。據推測，牠們與現代蠍子一樣是食肉動物，其螯刺可用於防衛，也可作為攻擊武器。

## 特徵
牠們有分裂成兩塊裂片的腹骨板。前兩對足部基節巨大，特化為進食用的小顎裂片。背甲為四邊形，長有兩個非常發達、被深槽分開的頰。尾部螫刺的形狀與現代陸生蠍子十分相似。

## 物種[4]
- Paraisobuthus duobicarinatus Kjellesvig-Waering, 1986
- Paraisobuthus frici Kjellesvig-Waering, 1986
- Paraisobuthus prantli Kjellesvig-Waering, 1986
- Paraisobuthus virginiae Kjellesvig-Waering, 1986